# بنتان
البنتان (ملاحظة 1) هو من الهيدروكربونات. كما أن البنتان ألكان له الصيغة الكيميائية CH3(CH2)3CH3. ويوجد للبنتان 3 متزامرات (isomer). وهم إن-بنتان (السلسلة مستقيمة) , أيزوبنتان (2-ميثيل بيوتان) , نيوبنتان واسمه الرسمي2,2-ثنائي مثيل بروبان.
الإتجاه الفيزيائى لهذه النظائر بالترتيب "إن-, "أيزو-", "نيو-" هي كالتالي: نقطة الغليان 36 C, 28 °C, 9.5 °C, نقطة الذوبان -130 C, -160 °C, -16.6 °C, -16.6 °C. التشكل الكيميائي لـ إن-بنتان يشبه الـ إن-بوتان, وتضيف مجموعات الميثيل الطرفية تداخل بنتان.